# Дитяча (платформа)
Дитяча — зупинний пункт/пасажирська платформа тупикової лінії Болшево — Фрязино Ярославського напрямку Московської залізниці. Знаходиться у місті Івантєєвка Московської області.
Має дві пасажирські високі берегові платформи. Не обладнано турнікетами.
Дата заснування - 1946 рік
Зупинний пункт знаходиться в межах станції Івантєєвка, біля платформ організований залізничний роз'їзд. Роз'їзд знаходиться на одноколійній дільниці, використовується для схрещення зустрічних поїздів або нічного відстою електропотягів. Для вантажної роботи використовуватися не може — під'їзних колій немає.
Час руху від  Москва-Пасажирська-Ярославська близько 1 години 10 хвилин, від платформи Фрязино-Пас. — близько 10 хвилин.